# جيف شافر
جيف شافر (بالإنجليزية: Jeff Shaver)‏ هو لاعب كرة قاعدة أمريكي، ولد في 30 يوليو 1963 في بيفر في الولايات المتحدة.

## وصلات خارجية
- جيف شافر على موقعبيزبول رفرنس.كوم (الدوري الرئيسي) (الإنجليزية)
- جيف شافر على موقعبيزبول رفرنس.كوم (الدوري الثانوي) (الإنجليزية)
- جيف شافر على موقع مشجعي الرسوم البيانية (الإنجليزية)